# Плач о пленении и о конечном разорении Московского государства
«Плач о пленении и о конечном разорении Московского государства» (в рукописи: «Плачь о пленении и о конечном разорении превысокаго и пресветлейшаго Московъскаго государства в ползу и наказание послушающим») — памятник древнерусской литературы, посвящённый Смутному времени и написанный в 1612 году.

## История

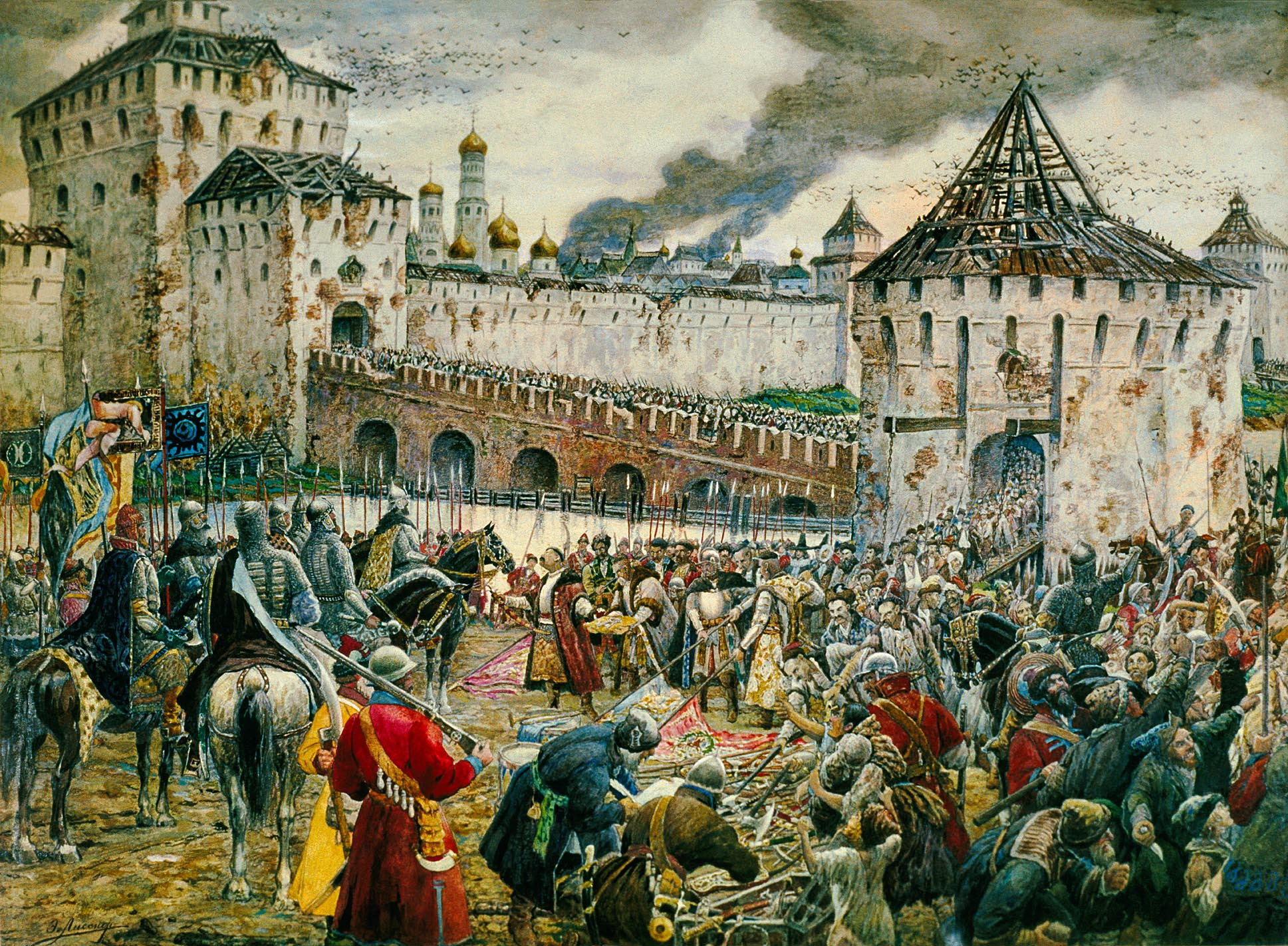
Эрнест Лисснер. «Изгнание польских интервентов из Московского Кремля в 1612 году»

Автор неизвестен. Отсутствие в произведении описания освобождение Москвы в октябре 1612 года позволяет отнести время его написания к лету или осени 1612 года. Написано за пределами Москвы, возможно, в северных районах. Написан в жанре «плача». 
Впоследствии произведение неоднократно переписывалось, войдя почти полностью в «Казанское сказание» и фрагментарно в «Плач о пленении Московскаго государства, како наведе на ны, грешныя, Господь Бог праведный гнев свой, грех ради наших беззаконных, и како разорися великая Россия попущением Божиим от неверных язык и от междоусобныя брани, и о излиянии крови многия християнския греческаго закона сынов руских» (оба XVII века). 
«Плач» оказал влияние на создание в первой половине XVII века «Плача земли Российской».

## Сюжет
Произведение начинается с оплакивания автором утраченного величия страны. Цари «прияша… бесовский козни, волшбу и чарование…, гордость и злобу возлюбили», народ же «бесчисленных бесовских язв исполнишася», за чем последовало неслыханное доселе наказание в виде междоусобиц, появления самозванцев, нашествия иноземцев, предательства Фёдора Андронова и Михаила Салтыкова, захвата Москвы гетманом Станиславом Жолкевским. Заканчивая свой «Плач», автор призывает русских людей просить милости у бога, чтобы последний сохранил «останок рода християнского». Произведение написано с уклоном на книжный язык в его церковном стиле, что может свидетельствовать о принадлежности автора к духовенству. В основу содержания положены патриаршие грамоты Иова и Гермогена, грамоты городам 1611—1612 годов. 